# Клер (Мічиган)
Клер (англ. Clare) — місто (англ. city) в США, в округах Клер і Ізабелла штату Мічиган. Населення — 3254 особи (2020).

## Географія
Клер розташований за координатами 43°49′28″ пн. ш. 84°45′54″ зх. д. / 43.82444° пн. ш. 84.76500° зх. д. (43.824422, -84.765075).  За даними Бюро перепису населення США в 2010 році місто мало площу 9,06 км², з яких 8,78 км² — суходіл та 0,28 км² — водойми. В 2017 році площа становила 9,71 км², з яких 9,43 км² — суходіл та 0,28 км² — водойми.

## Демографія
Згідно з переписом 2010 року, у місті мешкало 3118 осіб у 1354 домогосподарствах у складі 764 родин. Густота населення становила 344 особи/км².  Було 1534 помешкання (169/км²).
Расовий склад населення:
| - 95,5 % — білих - 1,1 % — азіатів - 0,7 % — чорних або афроамериканців - 0,6 % — корінних американців |

До двох чи більше рас належало 1,8 %. Частка іспаномовних становила 1,5 % від усіх жителів.
За віковим діапазоном населення розподілялося таким чином: 23,9 % — особи молодші 18 років, 59,2 % — особи у віці 18—64 років, 16,9 % — особи у віці 65 років та старші. Медіана віку мешканця становила 36,1 року. На 100 осіб жіночої статі у місті припадало 82,3 чоловіків;  на 100 жінок у віці від 18 років та старших — 77,5 чоловіків також старших 18 років.
Середній дохід на одне домашнє господарство  становив 39 873 долари США (медіана — 27 880), а середній дохід на одну сім'ю — 57 068 доларів (медіана — 44 392). Медіана доходів становила 42 063 долари для чоловіків та 24 944 долари для жінок. За межею бідності перебувало 34,8 % осіб, у тому числі 41,0 % дітей у віці до 18 років та 10,7 % осіб у віці 65 років та старших.
Цивільне працевлаштоване населення становило 1309 осіб. Основні галузі зайнятості: освіта, охорона здоров'я та соціальна допомога — 37,6 %, роздрібна торгівля — 12,3 %, мистецтво, розваги та відпочинок — 12,2 %.